# Rio Geoagiu (Hunedoara)
O Rio Geoagiu é um rio da Romênia, afluente do Mureş, localizado no distrito de Hunedoara.